# Borowski (Russland)
Borowski (russisch Боровский) ist eine Siedlung in der Oblast Tjumen (Russland) mit 17.489 Einwohnern (Stand 14. Oktober 2010).

## Geographie
Die Siedlung liegt im Westsibirischen Tiefland, knapp 20 Kilometer südöstlich des Oblast- und Rajonverwaltungszentrums Tjumen am Andrejewskoje-See in der stellenweise sumpfigen Niederung zwischen der Tura und ihrem rechten Nebenfluss Pyschma.
Borowski gehört zum Rajon Rajons Tjumen.

## Geschichte
1934 wurde in den Mooren westlich des heutigen Ortes der Torfabbau in industriellem Maßstab aufgenommen. In diesem Zusammenhang wurde am 9. Juni 1939 die Siedlung Borowski gegründet, deren Name von dem des Torfbetriebes Borowoje abgeleitet ist, von russisch bor für (Kiefern-)Wald. Zunächst war Borowski Ortsteil des nördlich am rechten Ufer der Tura gelegenen Dorfes Antipino, wurde aber 1949 als Siedlung städtischen Typs selbständig.
Seit dem Aufstieg Tjumens zur Metropole der westsibirischen Erdöl- und Erdgaswirtschaft ab etwa 1970 entwickelte sich Borowski zu einem Wohn- und wegen der Lage am Andrejewskoje-See Erholungsvorort der Großstadt. 2009 wurde der Status des Ortes jedoch auf den einer ländlichen Siedlung geändert.

### Bevölkerungsentwicklung
| Jahr | Einwohner |
| ---- | --------- |
| 1959 | 2.512     |
| 1970 | 7.363     |
| 1979 | 10.440    |
| 1989 | 15.431    |
| 2002 | 15.505    |
| 2010 | 17.489    |

Anmerkung: Volkszählungsdaten

## Wirtschaft und Infrastruktur
In Borowski überwiegen heute wegen der Lage nahe der Großstadt Tjumen Unternehmen des Handels und Transportwesens sowie der Lebensmittelindustrie.
Die Bahnstation der Siedlung an der Transsibirischen Eisenbahn heißt Osero-Andrejewskoje („Andrejewskoje-See“; Streckenkilometer 2156 ab Moskau). Die neu trassierte, auf diesem Abschnitt autobahnähnlich ausgebaute föderale Fernstraße R402 Tjumen – Omsk umgeht die Siedlung westlich.